# Андзьо

Анджьо́ (яп. 安城市, あんじょうし, МФА: [and͡ʑoː ɕi̥]?) — місто в Японії, в префектурі Айті. Розташоване в центральній частині префектури, в центрі рівнини Окадзакі.   Виникло на основі середньовічного призамкового містечка. Отримало статус міста 1952 року. Площа становить 86,01 км². Станом на 1 серпня 2011 року населення складало 179 614  осіб, густота населення — 2090 осіб/км².  Основою економіки є машинобудування, харчова промисловість, автомобілебудування, комерція.   Батьківщина середньовічних мікавських танцюристів, аналога українських колядників.

## Квартали
- Айой (相生町)